# Lastelle
Lastelle est une ancienne commune de la Manche. Elle fusionne avec Le Plessis le 1er janvier 1965 (mise en application de l'arrêté du 10 septembre 1964) pour former la commune du Plessis-Lastelle. 

## Géographie
Lastelle est situé au Sud-Ouest du Plessis sur la route qui mène à Laulne. Elle est traversée par le Mouloir, un affluent de la Sèves.

## Toponymie
Le nom de la localité est attesté sous la forme Astella vers 1280.

## Histoire
Le nom de Lastelle est cité comme appartenant à l'ancienne noblesse normande.
La paroisse du Plessis dépendait, sous l'Ancien Régime du doyenné du Bauptois alors que Lastelle dépendait du doyenné de la Haye-du-Puits. Au XIVe siècle, la paroisse avait deux curés et deux portions : la « Grande » dont le patronage appartenait à la famille de Bricqueville et la « Petite » qui appartenait à la famille de Tollevast. Les deux cures ont été fusionnées.
En 1730, les seigneurs étaient de la famille des marquis de Laulne, les Le Cordier de Bigards, barons de Bourgtheroulde.
En 1796, des chouans de la région se réunirent à Lastelle et dressèrent une liste de personnalités à abattre. Tombèrent sous leurs balles, deux républicains dans la commune voisine de Feugères, puis, le 27 janvier le curé assermenté de la paroisse de Saint-Germain-sur-Sèves. Le 25 mars, un massacre est commis et plusieurs personnalités enlevées dont les curés constitutionnels du Plessis et de Saint-Jores. Tous ces hommes furent emmenés dans l'église, aujourd'hui disparue, du Plessis et fusillés.

## Administration
| Période                                                                                 | Période | Identité                      | Étiquette | Qualité |
| --------------------------------------------------------------------------------------- | ------- | ----------------------------- | --------- | ------- |
| Une partie des données est issue de la liste établie par Jean Pouëssel et C. A. Marion. |         |                               |           |         |
| 1804                                                                                    | 1815    | Louis Sanson de La Duranderie |           |         |

## Démographie
| 1793 | 1800 | 1806 | 1821 | 1831 | 1836 | 1841 | 1846 | 1851 |
| ---- | ---- | ---- | ---- | ---- | ---- | ---- | ---- | ---- |
| 152  | 214  | 257  | 308  | 209  | 239  | 210  | 231  | 229  |

| 1856 | 1861 | 1866 | 1872 | 1876 | 1881 | 1886 | 1891 | 1896 |
| ---- | ---- | ---- | ---- | ---- | ---- | ---- | ---- | ---- |
| 220  | 224  | 205  | 181  | 212  | 192  | 189  | 170  | 172  |

| 1901 | 1906 | 1911 | 1921 | 1926 | 1931 | 1936 | 1946 | 1954 |
| ---- | ---- | ---- | ---- | ---- | ---- | ---- | ---- | ---- |
| 165  | 146  | 141  | 120  | 119  | 114  | 129  | 104  | 94   |

| 1962 | - | - | - | - | - | - | - | - |
| ---- | - | - | - | - | - | - | - | - |
| 79   | - | - | - | - | - | - | - | - |

## Lieux et monuments
- Église Saint-Jean-Baptiste (XIIIe – XXe siècles)[2], dont les fonts baptismaux du XIIe et une statue de saint Jean-Baptiste du XIIIe ou du XIVe sont classés aux titres objets[6],[7]. L'église, en partie détruite en 1944, a été reconstruite par l'architecte de La Haye-du-Puits, Georges Pouleaud et recensée à l'Inventaire général du patrimoine culturel en 2004[8]. Elle abrite des tapisseries sur métier (XXe) de François Chapuis et des ateliers d'Aubusson , un maître-autel (XXe) et une verrière (XXe)[9].